# Sara Jay
Sara Jay (ur. 14 listopada 1977 w Cincinnati) – amerykańska aktorka i reżyserka filmów pornograficznych pochodzenia niemieckiego i irlandzkiego, która pojawiła się na ponad 100 płytach DVD, wielu stronach internetowych i wielu czasopismach dla dorosłych.

## Życiorys

### Wczesne lata
Urodziła się i dorastała w Cincinnati w stanie Ohio. Po ukończeniu liceum, Jay studiowała psychologię na University of Cincinnati. Aby opłacić wydatki na uczelni, wieku 18 lat zaczęła pracować jako striptizerka. Po upadku na scenie podczas tańca i urazie głowy, zaczęła szukać innej pracy w rozrywce dla dorosłych.

### Kariera
W 2001 roku, mając 23 lata przeprowadziła się do Las Vegas, gdzie nagrała swój pierwszy film Gentlemen’s Video 18 And Eager 6 z Marco. W 2007 wyreżyserowała Sara Jay Loves Black Cock. W połowie 2004 uruchomiła swoją oficjalną stronę internetową. Niektóre z jej tytułów na DVD to Balls Deep 4, Double Airbags 10 i White Girls got Azz Too. Stała się znana ze swojej współpracy z czarnoskórymi aktorami, w tym Horny White Mothers 1 (2007) z Seanem Michaelsem. Brała również udział w sesjach zdjęciowych dla magazynów takich jak „Score”, „Gent” i „D-Cup”.
W 2009 została nagrodzona Urban X Award. W 2011 i 2015 była nominowana do Adult Video News Awards w kategorii „Najlepsza internetowa gwiazda porno”. W 2016 zdobyła nominację do Inked Award w kategorii „Najlepsza scena roku dziewczyna/dziewczyna” w Wyde Syde Productions Big Booty Bad Bitches 2 (2015). W latach 2010–2012 pracowała dla Kink.com w scenach sadomasochistycznych, takimi jak uległość, głębokie gardło, rimming, kobieca ejakulacja, fisting analny i pochwowy, pegging, bukkake, plucie i bicie. Były to serie Sex and Submission, Device Bondage, Ultimate Surrender, Hogtied i Fucking Machines, z Jamesem Deenem, Steve Holmesem, Markiem Davisem, Ramónem Nomarem, Tonim Ribasem, Karlo Karrerą, Mahiną Zaltaną, Isis Love i Avą Devine.
Pojawiła się w komedii grozy Exterminator City (2005) i filmie Jarroda Knowlesa What Lies Beyond... The Beginning (2014) jako Jayne Hodder, a także filmie dokumentalnym Sofiana Khana The Dickumentary (2014).

## Nagrody i wyróżnienia
| Rok  | Nagroda          | Kategoria                                     |
| ---- | ---------------- | --------------------------------------------- |
| 2009 | Urban X Award    | Najlepsza gwiazda mieszana (pomiędzy rasami)  |
| 2011 | Urban X Award    | Hall of Fame                                  |
| 2012 | NightMoves Award | Najlepsze kobiece piersi                      |
| 2013 | The Fannys       | Spragniona dziewczyn (Najlepsza scena oralna) |
| 2017 | AVN Award        | Hall of Fame                                  |